# Itholoke
Itholoke – wieś w Botswanie w dystrykcie Southern. Według spisu ludności z 2011 roku wieś liczyła 497 mieszkańców.